# 阿德茹德
阿德茹德是罗马尼亚弗朗恰县的一座城市，面积59.1平方公里，人口17,677人（2002年）。